# Children of Bodom
A Children Of Bodom egy melodic death metal együttes, a finnországi Espooból.

## Történet
A zenekart Inearthed néven, 1993-ban alapította két gyerekkori barát, Alexi Laiho és Jaska Raatikainen. Három demó rögzítése után, 1997-ben lemezszerződéshez jutottak egy kisebb belga kiadónál, ám később a finn Spinefarm is érdeklődést mutatott az anyaguk iránt, így a jogi bonyodalmakat elkerülendő "feloszlottak", majd "új zenekart" alapítottak, immár Children Of Bodom néven. A nevet a Bodom-tavi gyilkosságok ihlették: 1960-ban négy sátrazó tizenéves közül hármat megölt egy máig ismeretlen tettes.
Az első lemez a Something Wild címet kapta. A szokatlan stílus, mely a dallamos death, a power, a neoclassical, és a thrash metal keverékeként írható le, hamar népszerűvé tették a zenekart: a lemez megjelenését két Európa-turné is követte 1998-ban, a zenekar ettől kezdve folyamatosan készítette a lemezeit és koncertezett.
2003-ban Alexander Kuoppala kilépett a zenekarból, mert elege lett a turnézásból és az azzal járó életvitelből. Helyére Alexi egyik kedvenc gitárosa, Roope Latvala került, akit a finn rockerek már ismerhettek a Stone nevű együttesből. Ő 2015-ig maradt tag, ekkor a többiek megváltak tőle, mert nem volt benne kellő motiváció a közös munkához. Roope helyett kisegítőként május és december között a billentyűs Janne Wirman testvére, Antti Wirman gitározott, az új gitáros végül Daniel Freyberg lett, aki többek között a Naildownból és a Northerből lehet ismerős.
2019 őszén három tag (Janne, Henkka, és Jaska), emberi feszültségek miatt bejelentette a távozását a zenekarból. A zenekar utolsó koncertjére 2019 december 15-én került sor Helsinkiben (Helsinki Ice Hall). Nem sokkal később kiderült, hogy Alexi – annak ellenére, hogy a fő dalszerző volt – nem használhatja a Children of Bodom nevet, mert ennek a jogát eladta a három kilépő tagnak.

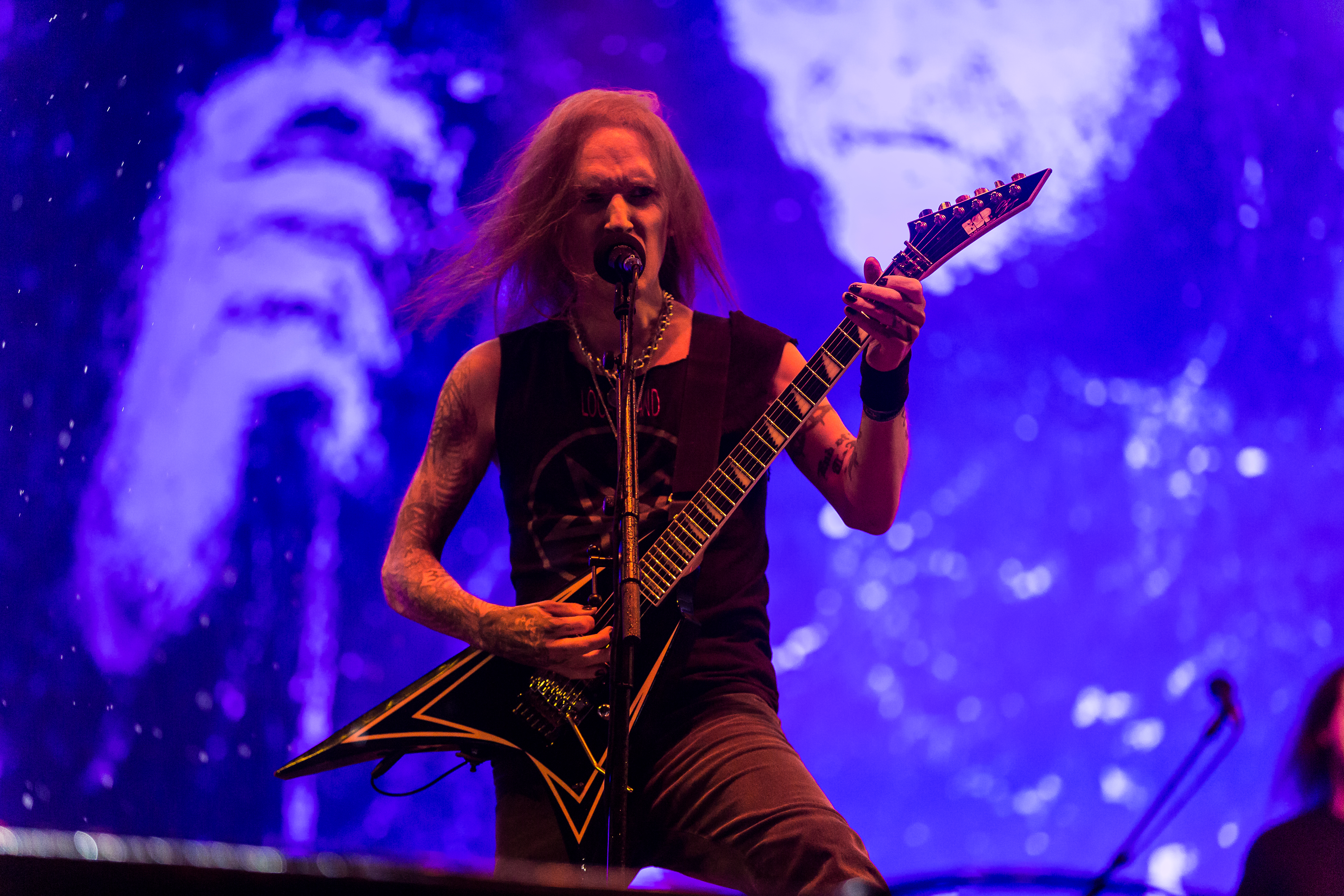
Alexi Laiho nem sokkal a feloszlás előtt, 2019 nyarán (Rockharz Open Air)

### A feloszlás után

#### Bodom After Midnight
2020 márciusában érkezett a bejelentés, hogy a COB örökségét továbbvivő zenekar a Bodom After Midnight lesz, melyben Alexi Laiho mellett Daniel Freyberg, továbbá Waltteri Väyrynen dobos és Mitja Toivonen basszusgitáros vesz részt. Bár szintetizátorra (koncertzenészként) Lauri Salomaa lett bejelentve, a banda három koncertjén és egyetlen EP-jén végül Vili Itäpelto játszott. Három koncertet játszottak októberben, azonban az év végén Alexi Laiho, mindössze 41 évesen, váratlanul távozott az élők sorából. Az új bandával három dal felvétele és egy videóklip készült el, a dalokat tartalmazó EP (Paint the Sky with Blood) 2021. április 23-án jelent meg. A Bodom After Midnight a meghatározó frontember nélkül természetesen nem folytatta tovább, és feloszlott.

#### A többiek
Az egykori tagok közül először Henkka Seppälä a 2020 elején bemutatkozó Moon Shothoz, majd Jaska Raatikainen 2020 nyarán a Mercury Circle nevű doom metal zenekarhoz csatlakozott, Daniel Freyberg 2022-ben többedmagával létrehozta a Crownshiftet, Janne pedig 2023-ra újraaktivizálta a Warment, ahol az új frontember Petri Lindroos (Norther, Ensiferum) lett. A korábbi tag Alexander Kuoppala jelenleg a Thyrargo nevű death metal zenekarban játszik.

## Kiadványok

### Nagylemezek
- Something Wild (1997)
- Hatebreeder (1999)
- Follow the Reaper (2000)
- Hate Crew Deathroll (2003)
- Are You Dead Yet? (2005)
- Blooddrunk (2008)
- Relentless Reckless Forever (2011)
- Halo of Blood (2013)
- I Worship Chaos (2015)
- Hexed (2019)

### Koncertlemezek
- Tokyo Warhearts (1999)
- Chaos Ridden Years – Stockholm Knockout Live (2006)
- A Chapter Called Children of Bodom – The Final Show in Helsinki Ice Hall (2019)

### Fontosabb egyéb kiadványok
- The Carpenter (split, 1997)
- Children of Bodom (split, 1998)
- Trashed, Lost & Strungout (EP, 2004)
- In Your Face (single, 2005)
- Skeletons in the Closet (feldolgozások gyűjteménye, 2009)

## Tagok

### Utolsó felállás
- Alexi "Wildchild" Laiho – ének, gitár (1993–2019)
- Janne "Warman" Wirman – szintetizátor (1997–2019)
- Henkka "Blacksmith" Seppälä – basszusgitár (1995–2019)
- Jaska Raatikainen – dob (1993–2019)
- Daniel Freyberg – gitár (2016–2019)

### Korábbi tagok
- Samuli Miettinen – basszusgitár (1994–1995)
- Alexander Kuoppala – gitár (1995–2003)
- Jani Pirisjoki – szintetizátor (1996–1997)
- Roope Latvala – gitár (2003–2015)